# Finn Wolter
Finn Jonathan Wolter (8 de enero de 2001) es un deportista alemán que compite en remo. Ganó una medalla de oro en el Campeonato Europeo de Remo de 2025, en la prueba de doble scull ligero.

## Palmarés internacional
| Campeonato Europeo | Campeonato Europeo | Campeonato Europeo | Campeonato Europeo |
| Año                | Lugar              | Medalla            | Prueba             |
| ------------------ | ------------------ | ------------------ | ------------------ |
| 2025               | Plovdiv (Bulgaria) | Medalla de oro     | Doble scull ligero |